# Wang Chiu-chiang
Dans ce nom, le nom de famille, Wang, précède le nom personnel.
Wang Chiu-chiang (chinois : 王久江 ; pinyin : Wáng Jiǔjiāng ; EFEO : Ouang Kieou-kiang ; zhuyin : ㄨㄤˊ ㄐㄧㄡˇ ㄐㄧㄤ ; romanisation sétchouanaise : Uang Chiu-chiang ; né à Santai en 1957), également connu sous le nom de 王九江 (Wang Jiujiang), est un peintre sétchouanais dont l’œuvre est principalement basé sur une relation avec et de la nature, en réinterprétant le style traditionnel du shan-shui. Avec l’œuvre Le Chant de sûtra, il a reçu le prix d’excellence de l’Association des artistes de Chine en 2003, et est classé comme artiste national de première classe. Il est également collectionneur d’antiquités.

## Biographie

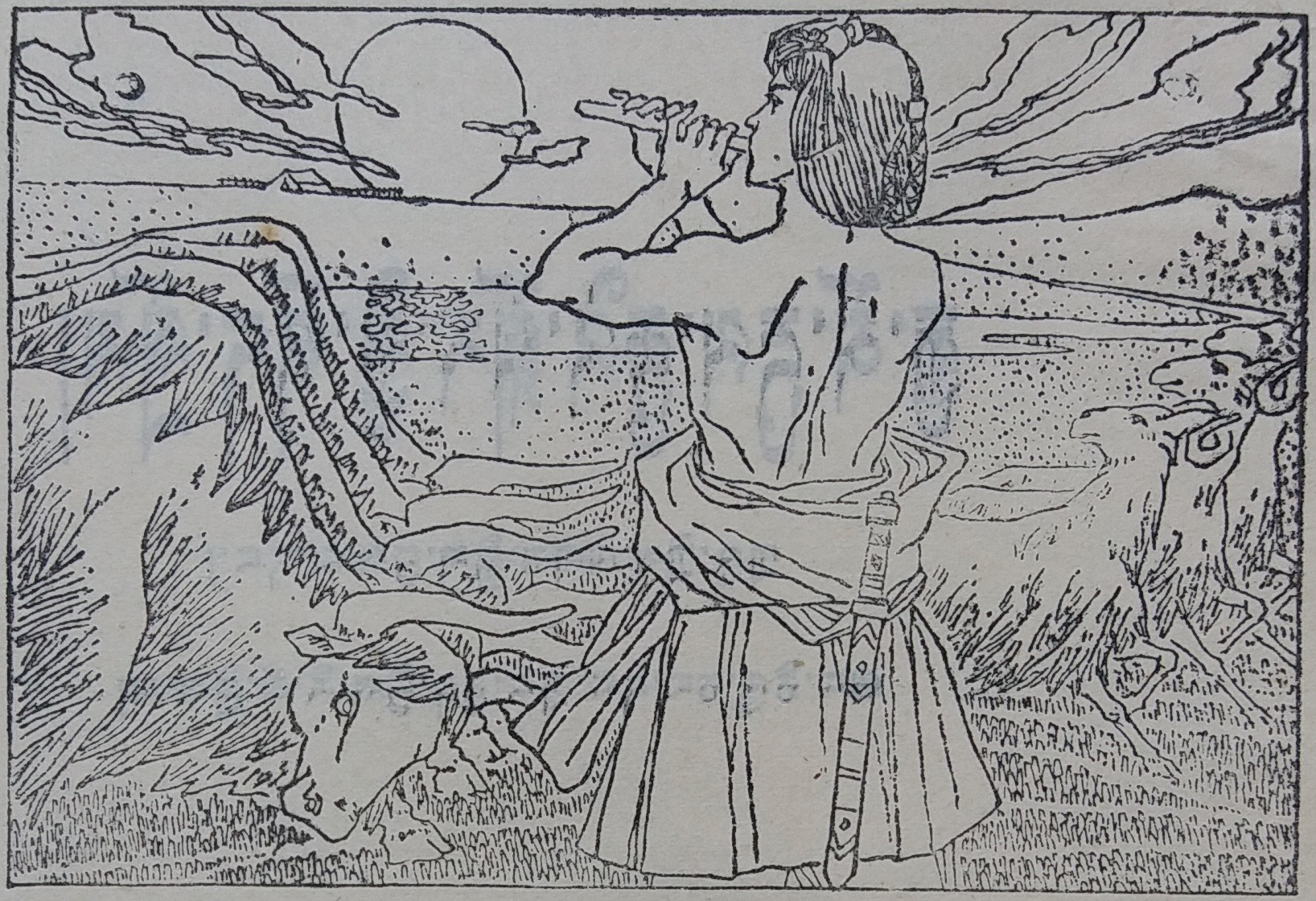
Une illustration pour Le Cygne, un lianhuanhua en tibétain paru en 1982.

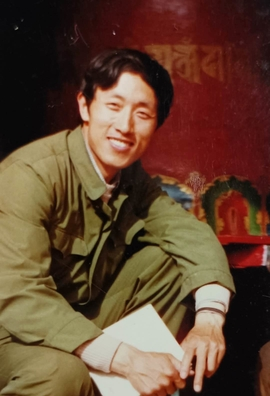
Wang Chiu-chiang au monastère de Samyé devant un moulin à prières en 1985.

Wang a vécu au Tibet dans les années 1980, il a été directeur artistique de la région militaire du Tibet. En 1982, il crée des illustrations pour deux albums illustrés racontant des folklores tibétains, L’Histoire d’Akhu Tönpa et Le Cygne. Avec L’Éternité, une peinture sur bois sculpté, il a remporté le prix d’excellence créative de la cinquième Exposition des beaux-arts du Tibet en 1986.
En 1988, Wang a remporté le prix d’honneur du Concours national de peinture de genre pour son œuvre L’Enterrement céleste ; et le troisième prix du Grand Concours de peinture chinoise organisé dans la ville de Shenzhen, pour Mélodie d’automne dans les montagnes des Rrmea, en 1989. Son œuvre Le Haut automne, pour lequel il a reçu un prix d’excellence en 1993, a été acceptée et intégrée dans la collection de l’Académie du Sichuan de poésie, calligraphie et peinture. En 2002, Le Plateau doré, une peinture de style shan-shui, a été exposée à l’Exposition nationale de peintures chinoises.
En 2003, il a été récompensé pour l’œuvre Le Chant de sûtra (a.k.a. Praying ; 220 × 126 cm)—une peinture de style « néo-shanshui »—avec le prix d’excellence de l’Association des artistes de Chine, alors qu’il était présenté à la Grande Exposition de peintures chinoises,. Il participe également chaque année à l’Ink and Wash Fucheng Invitational Art Exhibition, une exposition annuelle tenue dans le district de Fucheng, Mianyang,,.
En plus des peintures de shan-shui, il a également créé des gouaches, des peintures à l’huile et quelques œuvres expressionnistes abstraites pendant ses années de jeunesse.

## Critique
Zhang Shiying, peintre professionnel de Canton, en parlant des œuvres de Wang, a déclaré : « Une sensation de fraîcheur, due à la vue spacieuse et à l’esprit libre ; une sensation d’éclat, due à l’absence de désolation et de mélancolie. »

## Galerie

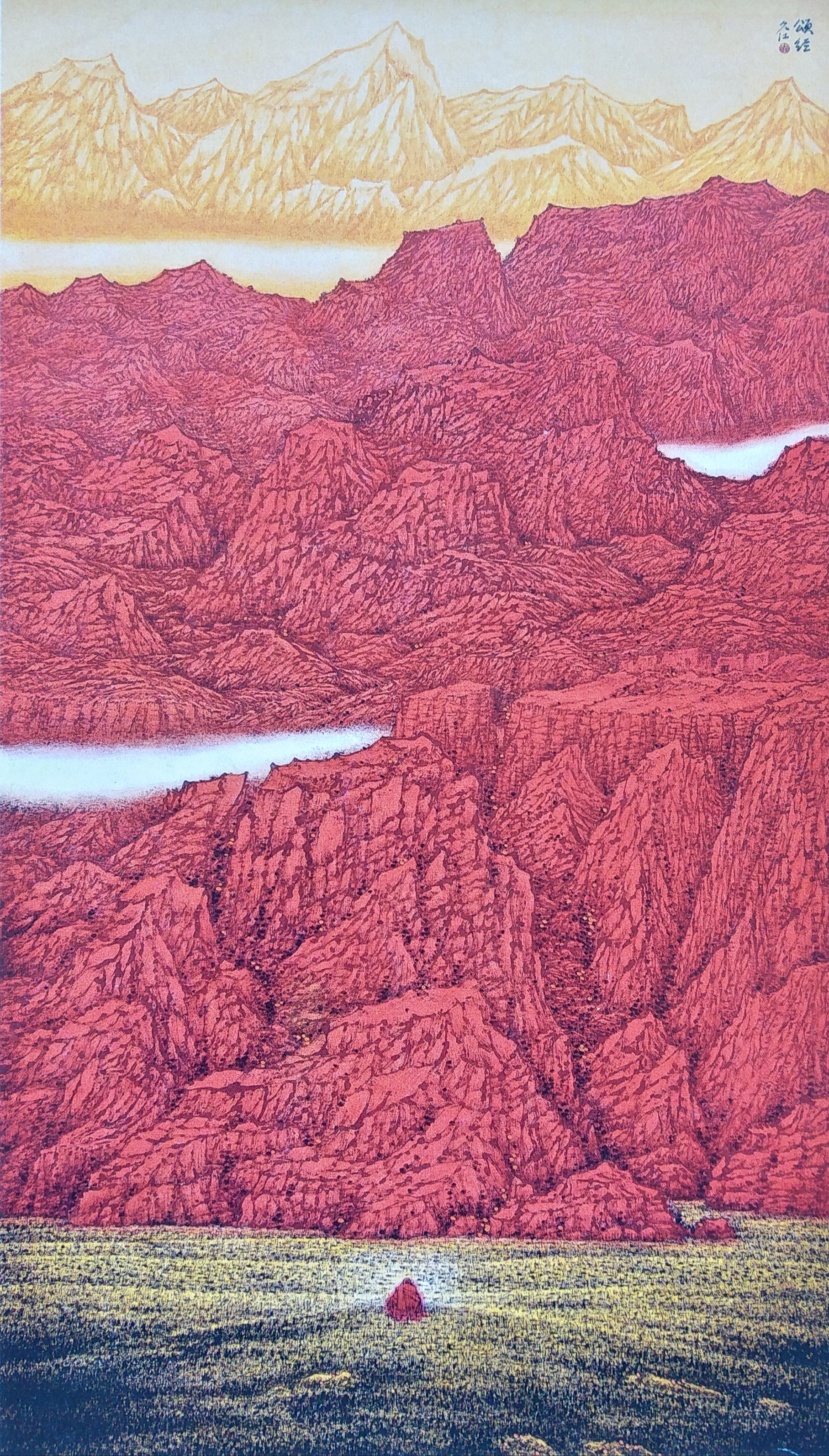
Le Chant de sûtra
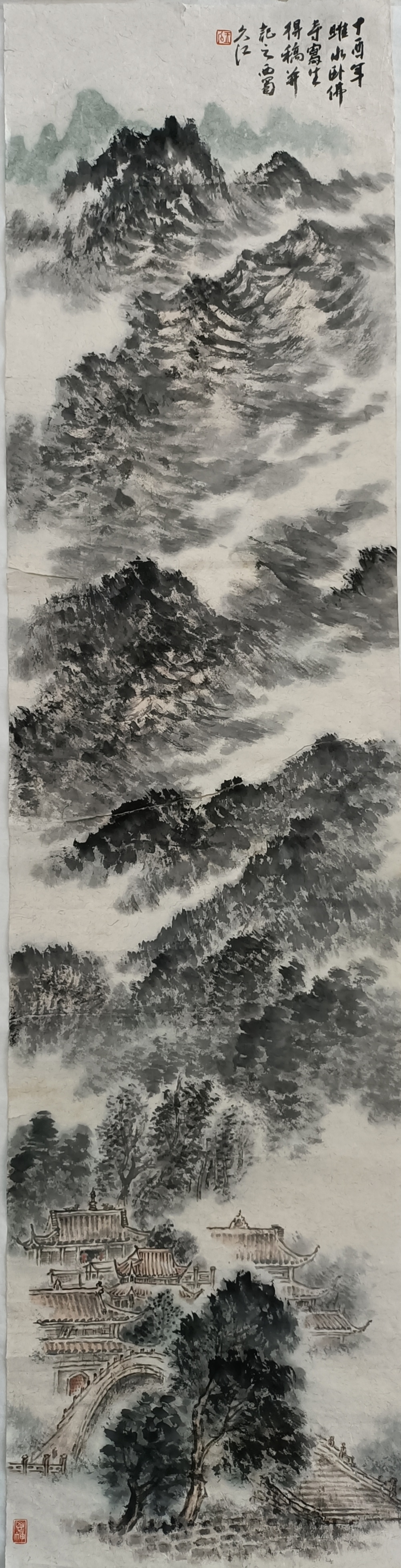
Temple du Bouddha couché
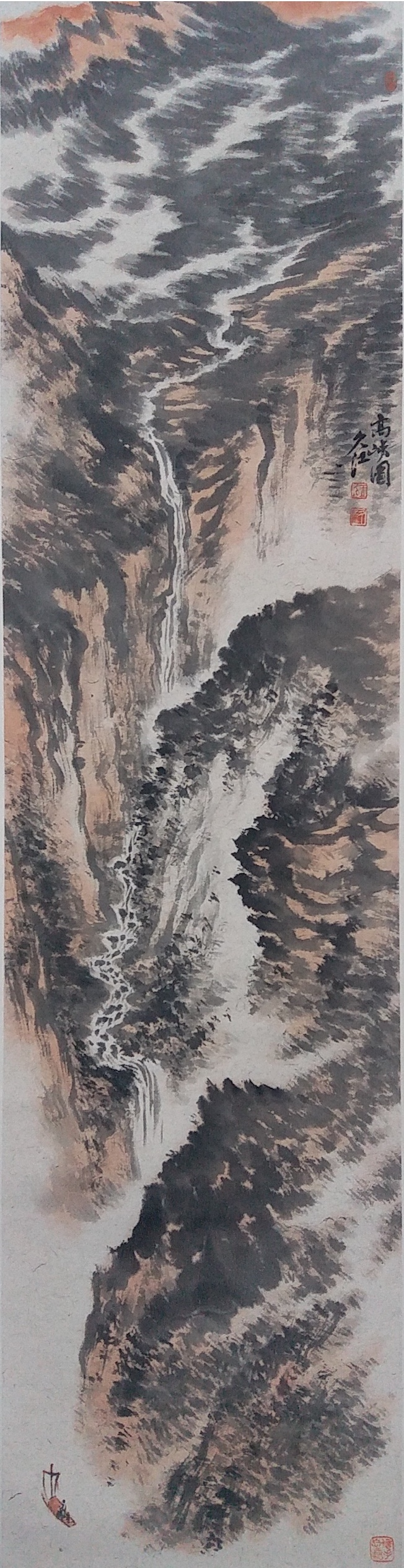
Le Grand canyon de la rivière
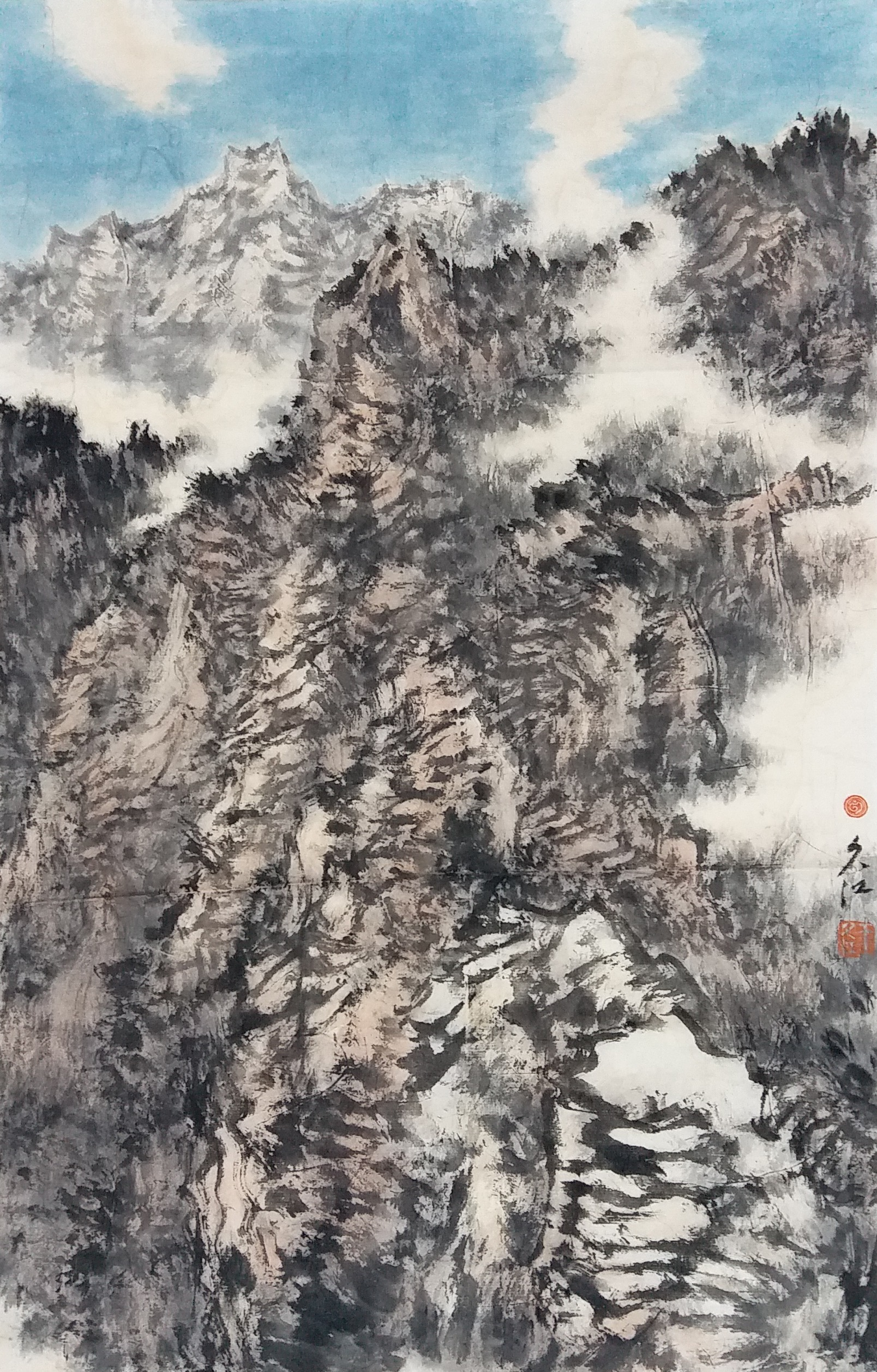
Les Montagnes de Lung-nan
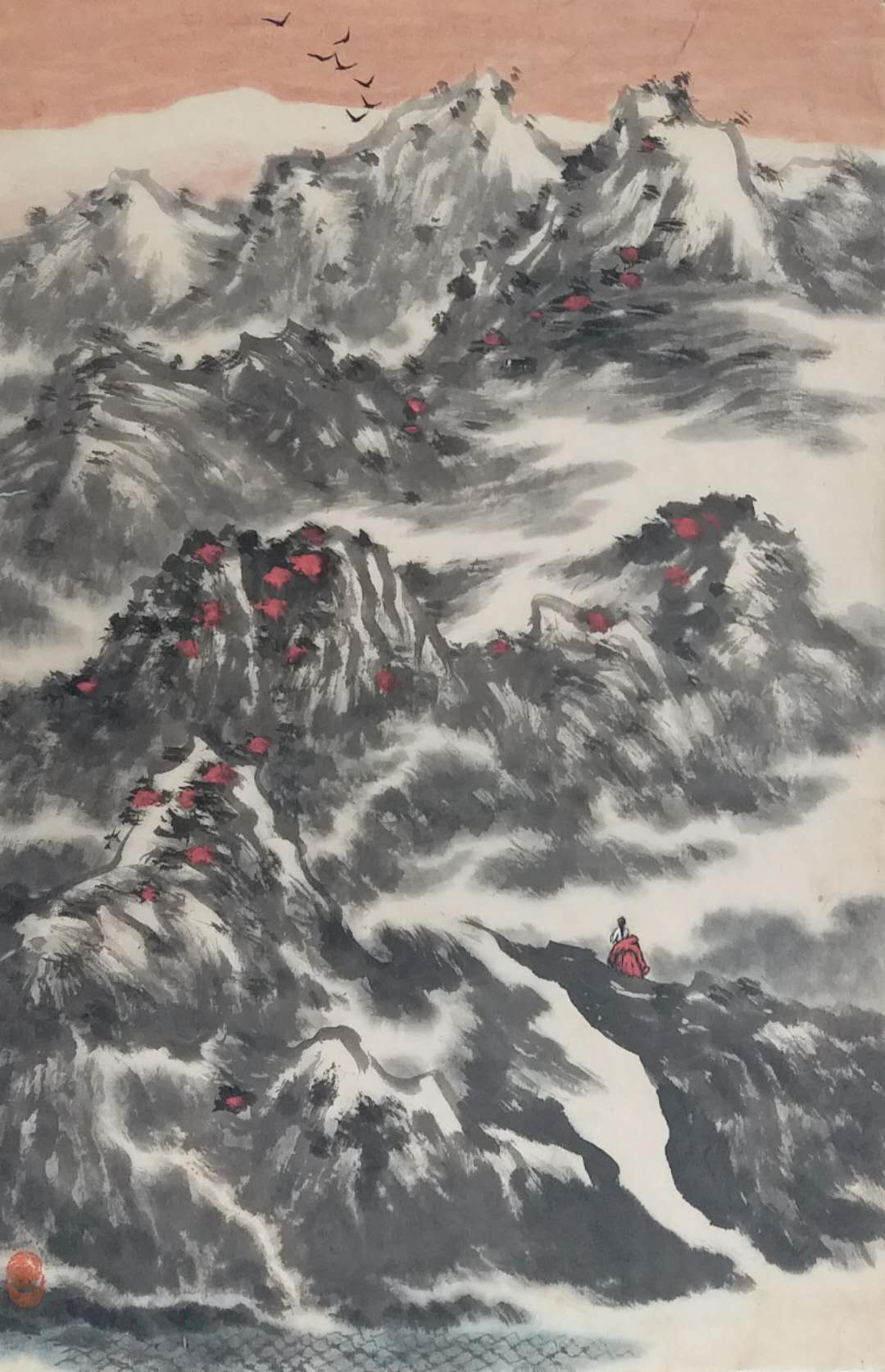
Terre des faucons
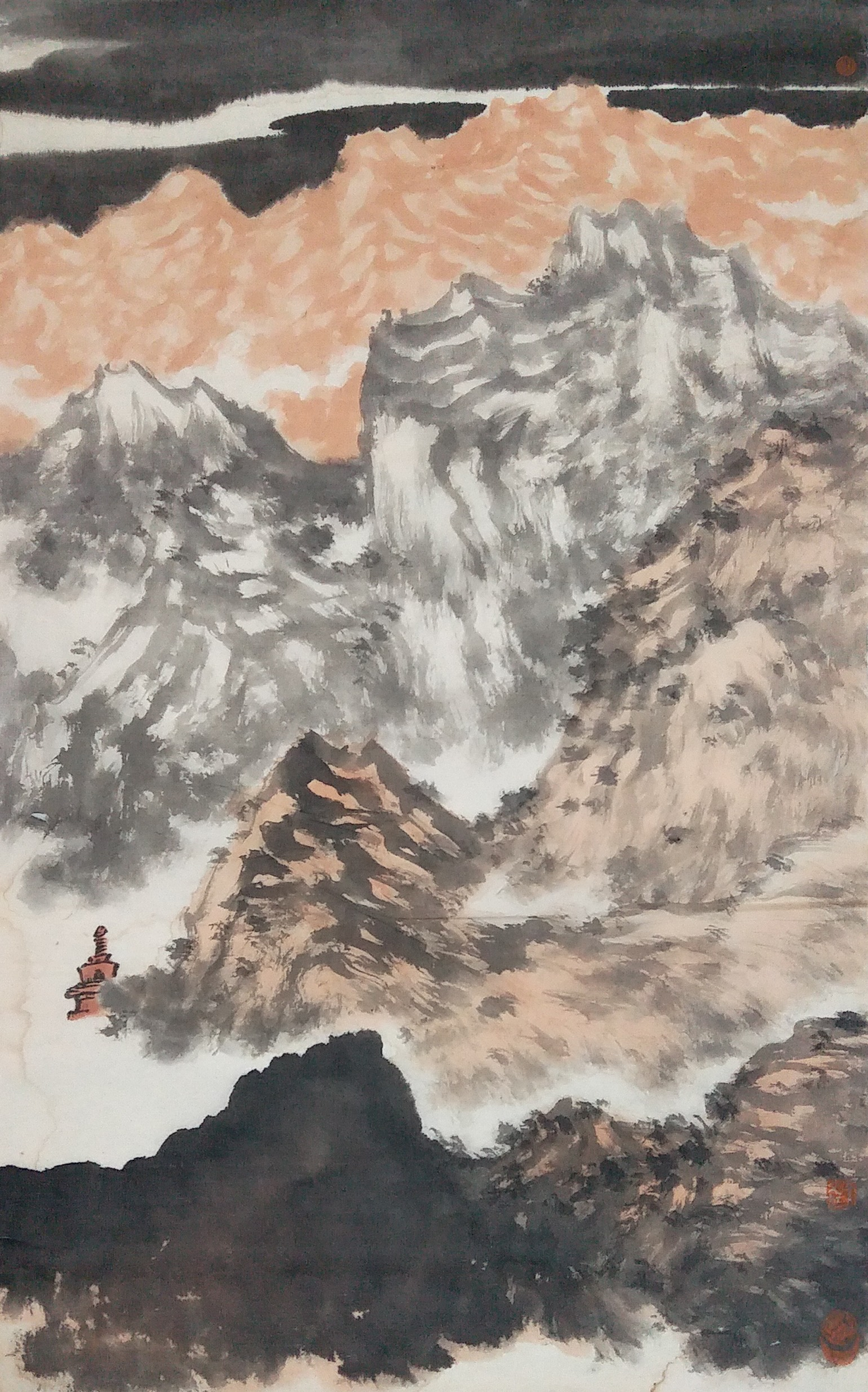
Paysage tibétain, no 3
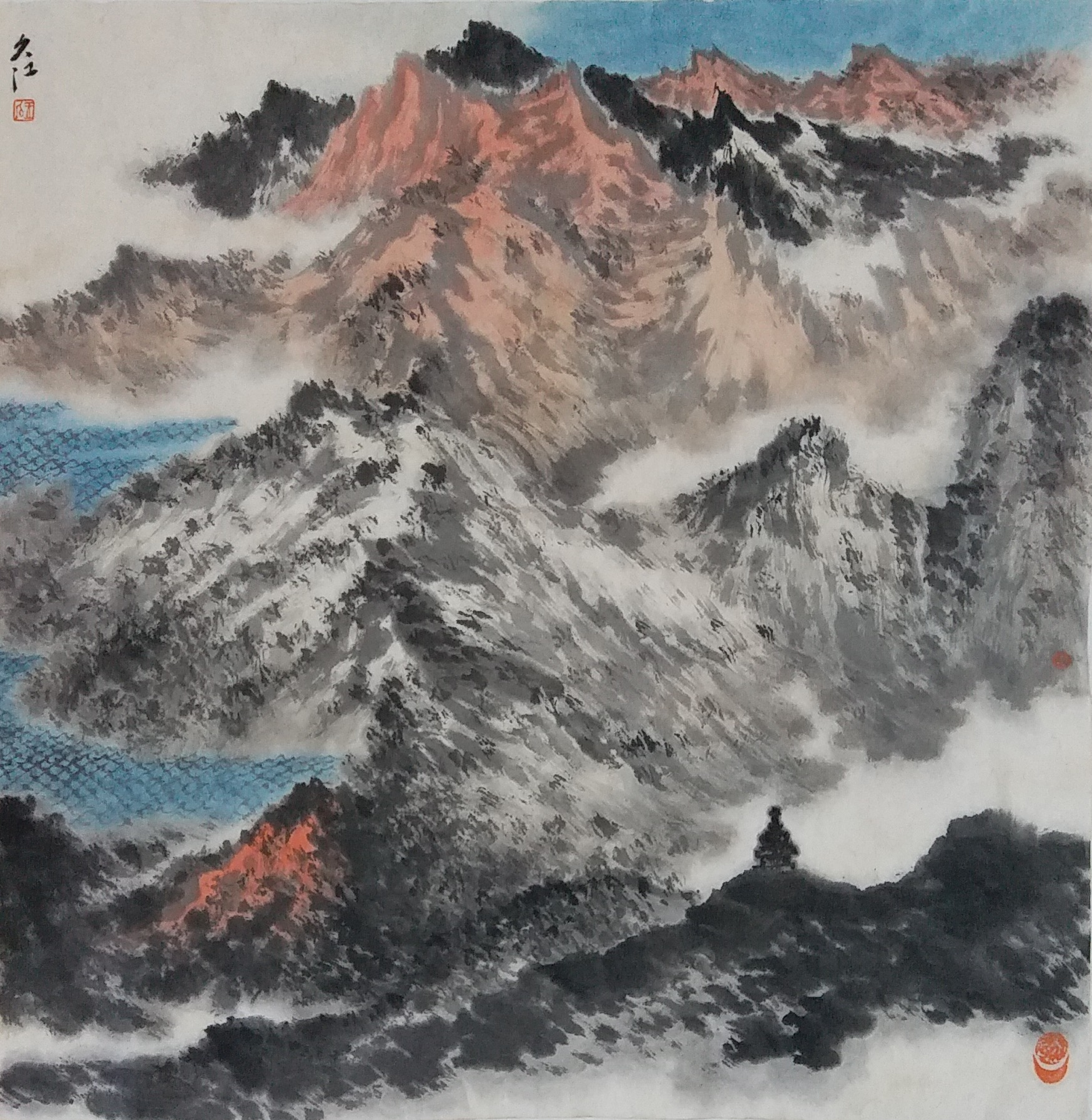
Paysage tibétain, no 4
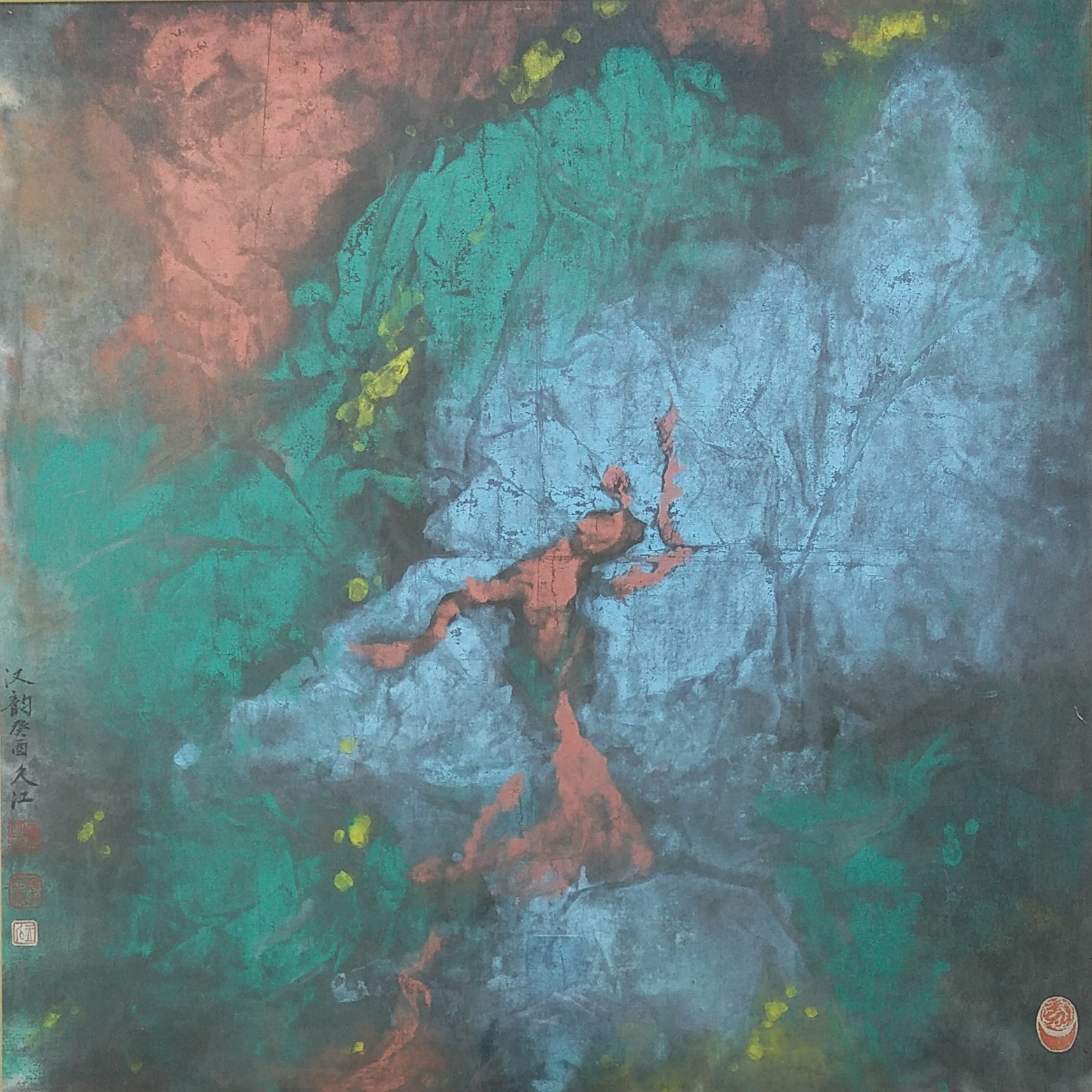
Échos de la mélodie de la dynastie Han
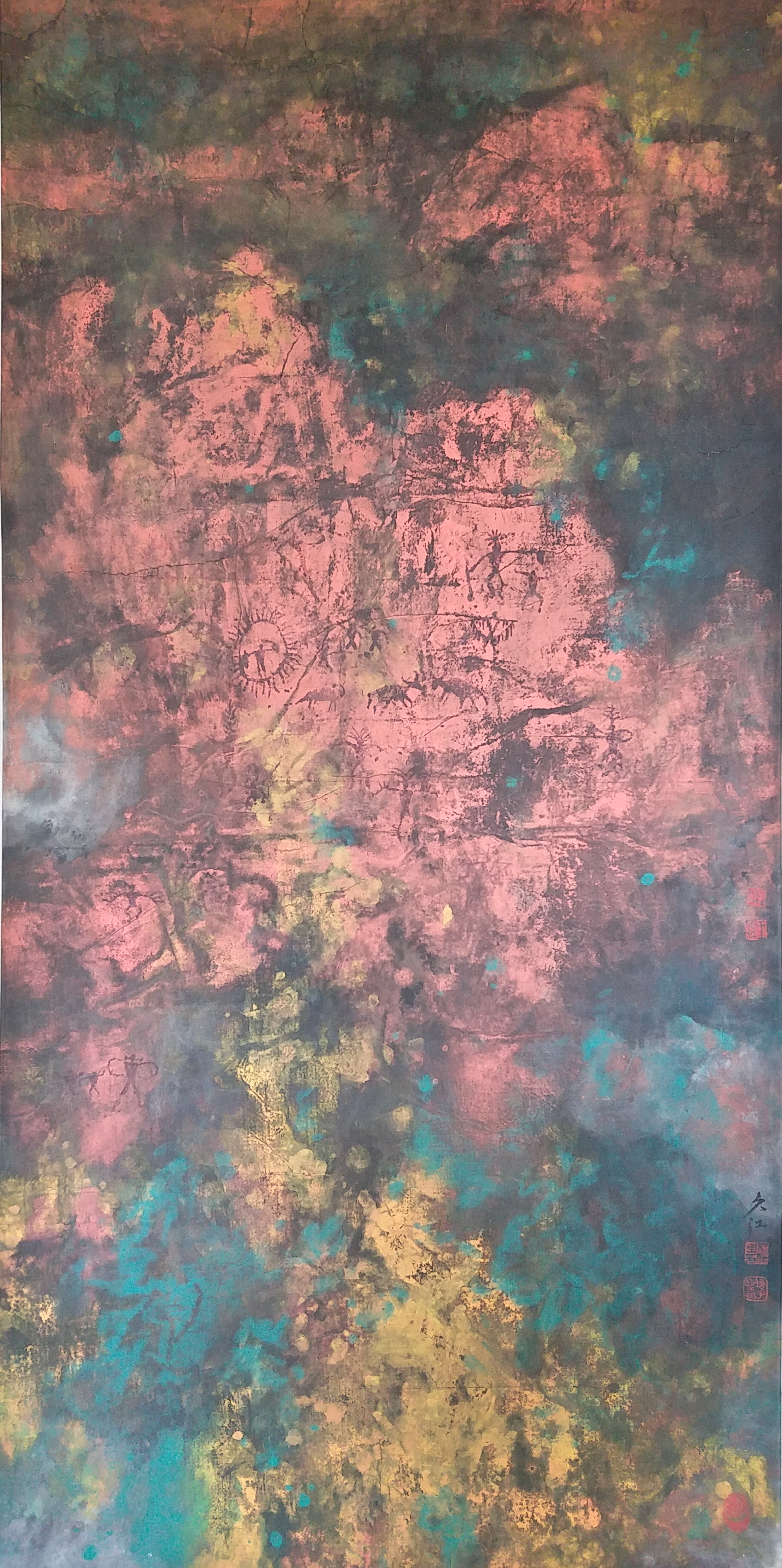
Totem antique
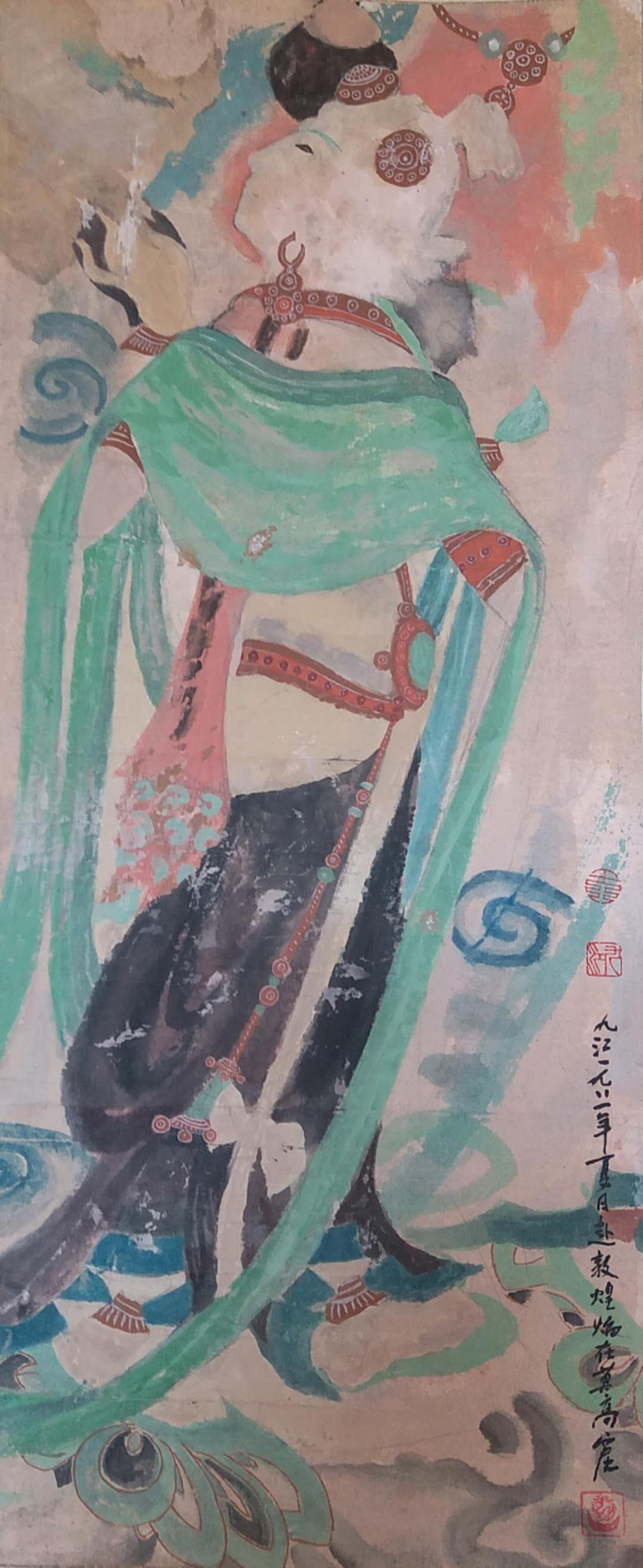
Réplique d’une fresque d’une figure bouddhiste des grottes de Mo-kao
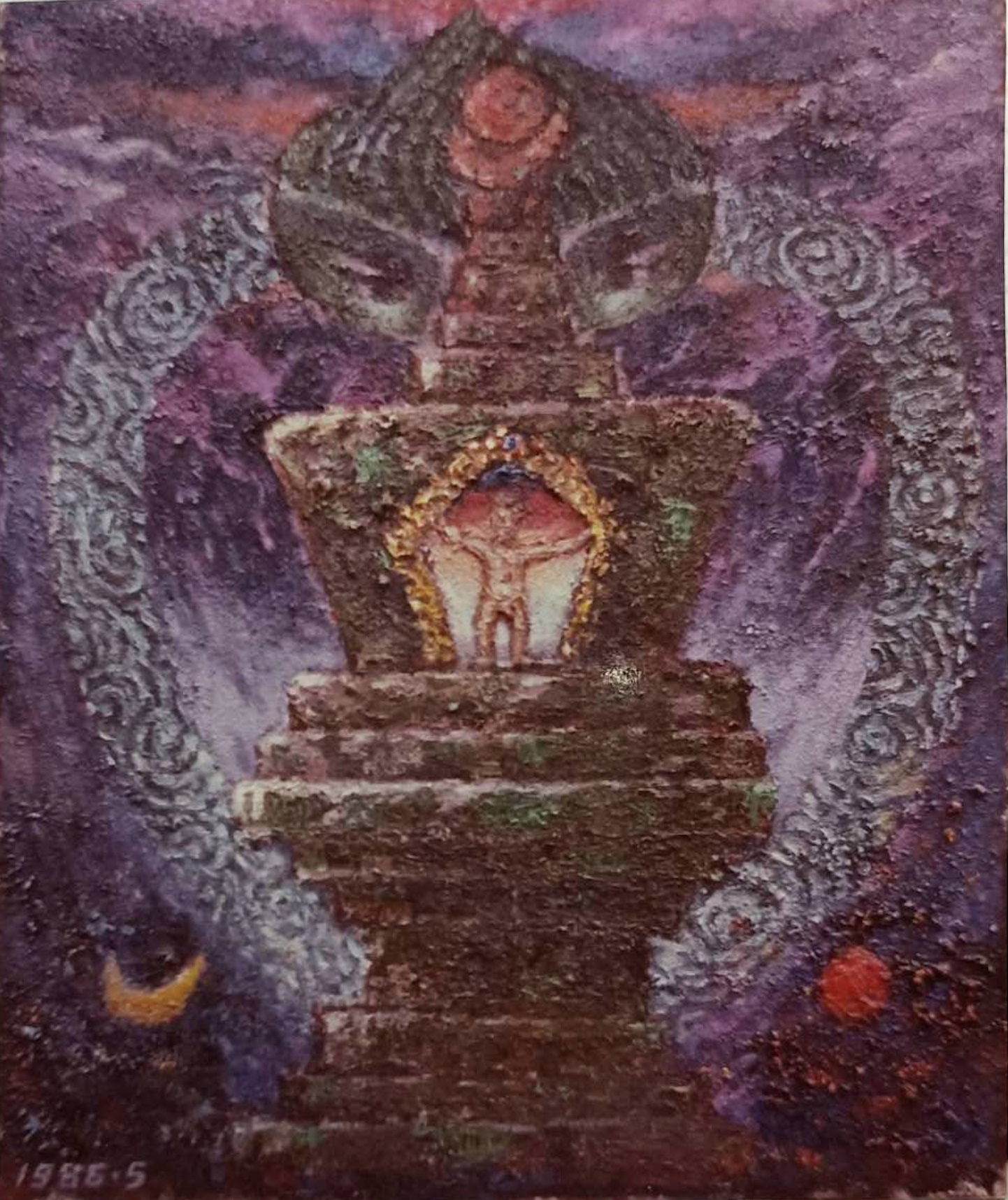
La Naissance du Bouddha, huile sur papier, photographie
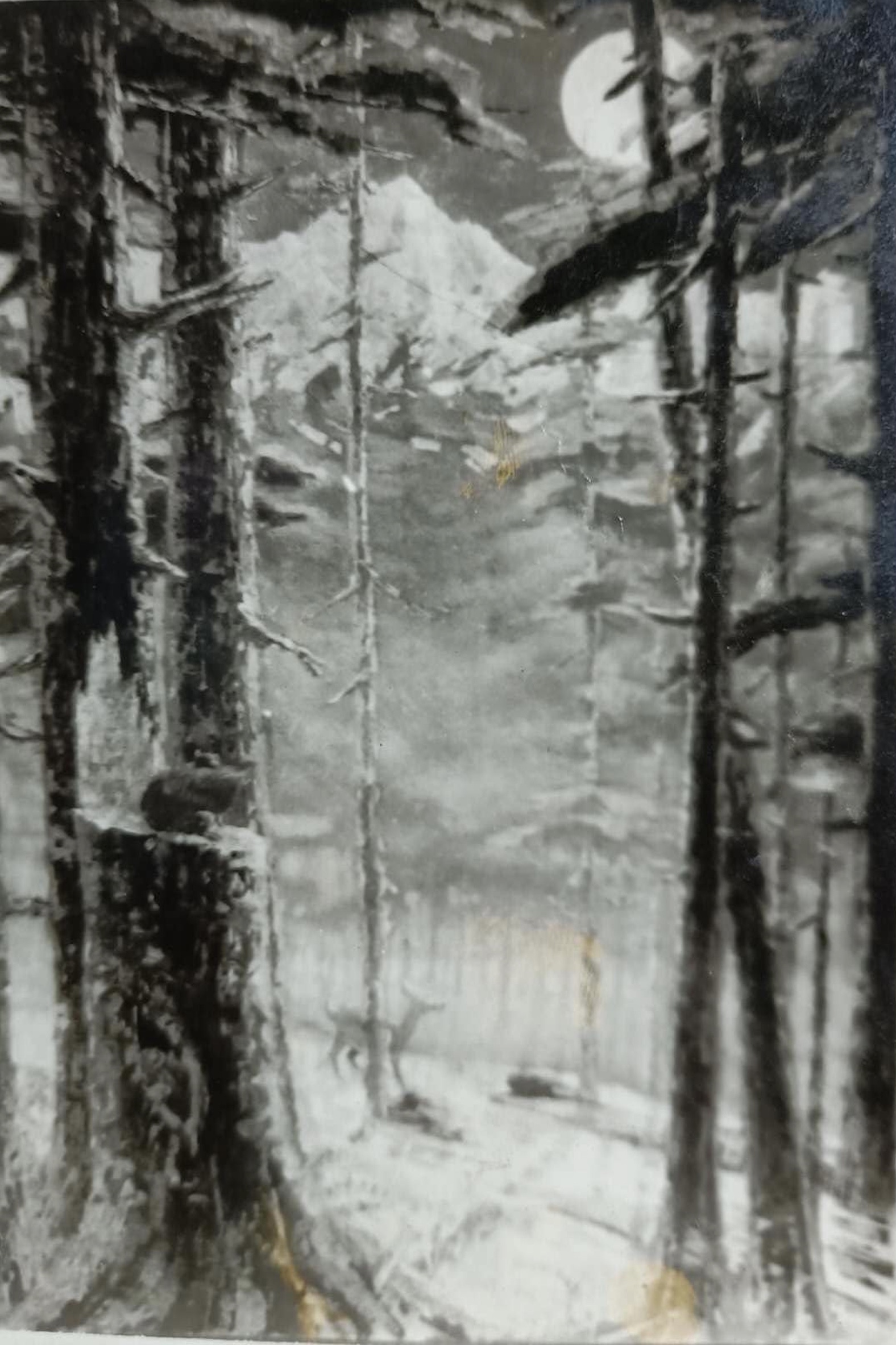
Nuit au clair de lune, gouache, photographie en noir et blanc